# Stazione di San Miniato-Fucecchio
Stazione di San Miniato-Fucecchio vasútállomás Olaszországban, San Miniato településen.

## Vasútvonalak
Az állomást az alábbi vasútvonalak érintik:
- Pisa–Firenze-vasútvonal

## Kapcsolódó állomások
A vasútállomáshoz az alábbi állomások vannak a legközelebb:
- Stazione di San Romano-Montopoli-Santa Croce (Stazione di Pisa Centrale)
- Stazione di Empoli (Stazione di Firenze Santa Maria Novella)